# Espuma de combate a incêndio
Espuma de combate a incêndio, ou espuma retardante de fogo, ou espuma de supressão ao fogo, é uma espuma usada para supressão de fogo. Seu papel é esfriar e cobrir o combustível, prevenindo seu contato com o oxigênio, resultando na supressão da combustão. Os surfactantes usados para produzir espuma são em concentração menor que 1%.
Outros componentes das espumas retardantes de fogo são solventes orgânicos (como o trimetiltrimetileno glicol e hexileno glicol). Estabilizadores de espuma são também usados, como álcool láurico. Outros produtos químicos são usados também, como inibidores de corrosão.
Existem espumas específicas para combustíveis e solventes apolares, como os derivados de petróleo, e para os polares ou significativamente polares, em especial o álcool, abundante como combustível e mesmo como produto químico comercializado, ou ainda as cetonas (como a acetona) e os ésteres (como o acetato de etila) pois estes inibem a formação de espuma ou a inibem, dissolvendo a parte aquosa da formulação e anulando seu efeito de impedir o contato do combustível com o oxigênio do ar.